# Загорје (Пивка)
Загорје (словен. Zagorje, итал. Sagòria) је насељено место у општини Пивка, Приморско-нотрањска регија, Словенија.

## Историја
До територијалне реорганизације у Словенији било је у саставу старе општине Постојна.

## Становништво
У попису становништва из 2011. године, Загорје је имало 351 становника.
| Број становника према пописима | Број становника према пописима | Број становника према пописима |
| ------------------------------ | ------------------------------ | ------------------------------ |
| 1991                           | 2002                           | 2011                           |
| 367                            | 358                            | 351                            |